# International Journal of Systematic and Evolutionary Microbiology
L'International Journal of Systematic and Evolutionary Microbiology est une revue scientifique à comité de lecture créée en 1951. Elle est spécialisée dans le domaine de la systématique microbienne.  Son champ d'application couvre la taxonomie, la nomenclature, l'identification, la caractérisation, la préservation des cultures, la phylogénie, l'évolution et la biodiversité de tous les micro-organismes, y compris les procaryotes, les levures et les organismes apparentés aux levures, les protozoaires et les algues. Elle est aussi la publication officielle des noms de procaryotes validés par le Comité international de systématique des procaryotes (ICSP).

## Historique

### Prémices
Nommer les nouveaux micro-organismes s'est révélé nécessaire dès la première identification d'une espèce bactérienne en 1872. Les espèces microbiennes ont été nommées selon la nomenclature binomiale, basée sur des caractéristiques descriptives largement subjectives.  Cependant, à la fin du XIXe siècle, ce système de nomenclature et de classification nécessitait une réforme. Plusieurs systèmes de nomenclature complets et différents ont été inventés (notamment celui décrit dans le Manuel de bactériologie déterminative de Bergey, publié pour la première fois en 1923) mais aucun n'a réussi à s'imposer et à acquérir une reconnaissance internationale. En 1930, à l'issue du premier congrès international de microbiologie, un organisme international unique, maintenant nommé le Comité international sur la systématique des procaryotes (ICSP), a été créé pour superviser tous les aspects de la nomenclature procaryote. Les travaux débutent en 1936 sur l'élaboration d'un Code de Nomenclature Bactériologique, dont la première version est approuvée en 1947. 

### Bulletin international de nomenclature bactériologique
En 1950, le 5e Congrès international de microbiologie a vu la création d'une revue pour diffuser les conclusions du comité à la communauté microbiologique. Il parait pour la première fois l'année suivante sous le titre explicite de Bulletin international de nomenclature bactériologique et taxonomique.  En 1980, l'ICSP a publié une liste exhaustive de toutes les espèces bactériennes existantes considérées comme valides dans les Approved Lists of Bacterial Names résolvant ainsi de nombreux problèmes de synonymie et établissant une base à partir de laquelle les nouveaux noms peuvent être ajoutés. Par la suite, le Code du comité exigeait que tous les nouveaux noms soient publiés ou indexés dans son journal pour être considérés comme valides. 

### IJSB
Le journal a d'abord été publié trimestriellement par Iowa State College Press, puis est ensuite devenu bimensuel. En 1966, la revue a été rebaptisée International Journal of Systematic Bacteriology (IJSB) .   La couverture portait à un moment donné la citation suivante de Mueller : "la détermination sûre et définitive (d'espèces de bactéries) demande tant de temps, tant de perspicacité d'œil et de jugement, tant de persévérance et de patience qu'il n'y a presque rien d'autre de si difficile."  Entre 1971 et fin 1997, la revue a été publiée par l'American Society for Microbiology,. 

### IJSEM
La publication est ensuite passée au Royaume-Uni en 1998, la revue étant reprise par la Society for General Microbiology, en collaboration avec Cambridge University Press. Le titre est passé de International Journal of Systematic Bacteriology à International Journal of Systematic and Evolutionary Microbiology (IJSEM) en 2000. Ce nouveau titre reflète mieux l'orientation élargie de la revue qui publiait déjà de plus en plus d'articles sur   la phylogénie, l'évolution et la biodiversité de tous les micro-organismes en plus de ses thèmes habituels sur la taxonomie, la nomenclature, l'identification, la caractérisation, la préservation des cultures des procaryotes. Désormais la publication intègre aussi des articles sur les levures et les organismes apparentés aux levures, les protozoaires et les algues. Une refonte majeure a aligné la revue sur les trois autres revues de la société en 2003 et, à la même date, l'imprimeur/compositeur est passé au Charlesworth Group. La fréquence est passée à mensuelle en 2006.  La revue est actuellement publiée mensuellement par la Microbiology Society.

## Rôle dans la validation de la nomenclature

### Publication officielle de l'ICSP
L'IJSEM est la publication officielle du Comité international de systématique des procaryotes (ICSP), et de l'Union internationale des sociétés de microbiologie (Division de bactériologie et de microbiologie appliquée),  la revue est le seul forum international officiel pour la publication de nouvelles espèces noms pour les procaryotes. En plus des articles de recherche, la revue publie également les procès-verbaux des réunions de l'ICSP et de ses différents sous-comités.
La revue publie des articles de recherche établissant de nouveaux noms procaryotes, qui sont résumés dans une liste de notification. Chaque numéro mensuel contient également une compilation de nouveaux noms validés (la liste de validation ) qui ont déjà été publiés dans d'autres revues ou livres scientifiques. Depuis août 2002, les publications relatives à de nouveaux taxons bactériens et la validation de la publication ailleurs exigent toutes deux que les souches types aient été déposées dans deux collections publiques reconnues dans des pays différents.

### Taxonomie
Environ  6500 espèces et 1500 genres bactériens ont été publiés de manière valide sous l'égide du journal.  En plus des noms valides, en 2004, il a été estimé que plus de 300 nouveaux noms avaient été publiés mais non validés.

## Depuis 2017
Depuis 2017, la rédactrice en chef est Martha E. Trujillo (Université de Salamanque). La revue a un facteur d'impact 2019 de 2,4. 